# Parafia Męczeństwa św. Jana Chrzciciela w Pichlicach
Parafia Męczeństwa św. Jana Chrzciciela w Pichlicach – parafia rzymskokatolicka należąca do dekanatu Lututów diecezji kaliskiej.

Została erygowana w 1988 roku. Mieści się pod numerem 5a.

Kościół i plebania powstały także w 1988 roku. Konsekracja świątyni odbyła się w 1991 roku.